# 枕崎市
枕崎市（日语：／ Makurazaki shi */?）是位于日本九州薩摩半島南部的一個城市，面向東海，屬於鹿兒島縣。
主要市區位於花渡川附近的平原，轄區北部為山區，東西兩側為台地，中間則為花渡川流域的平原。
產業以漁業為主，由於主要漁獲為鰹魚，因此也有柴魚的食品加工產業。

## 歷史

### 沿革
- 1889年4月1日：鹿兒島縣實施町村制，設置川邊郡東南方村。[2]
- 1923年7月1日：東南方村改制並改名為枕崎町。
- 1949年9月1日：改制為枕崎市。

## 交通

### 機場
- 枕崎機場（現已停止使用）

### 鐵路
- 九州旅客鐵道
  - 指宿枕崎線：白澤車站 - 薩摩板敷車站 - 枕崎車站

## 觀光資源
- 火之神公園
- 立神岩
- 魚中心
- 薩摩酒造明治藏
- 枕崎市文化資料中心
- 枕崎港夏祭
- 枕崎漁港

## 教育

### 高等學校
- 鹿兒島縣立枕崎高等學校
- 鹿兒島縣立鹿兒島水產高等學校

## 本地出身之名人
- 那須大亮：職業足球選手
- 榮村忠廣：職業棒球選手
- 立石飛鳥：足球選手
- 清王洋好造：大相撲力士
- 10代式守勘太夫：大相撲行司
- 宮路由久：拳擊選手

## 外部連結
- （日語） 官方网站
- （日語） 枕崎市商工會議所
- （日語） 枕崎市柴魚公社 （页面存档备份，存于）
- （日語） 薩摩柴魚協會 （页面存档备份，存于）
- OpenStreetMap上有關枕崎市的地理